# Pelosia infumata
Pelosia infumata är en fjärilsart som beskrevs av Marquardt 1960. Pelosia infumata ingår i släktet Pelosia och familjen björnspinnare. Inga underarter finns listade i Catalogue of Life.